# Hiếu Xương
Hiếu Xương (chữ Hán giản thể:孝昌县) là một huyện thuộc địa cấp thị Hiếu Cảm, tỉnh Hồ Bắc, Cộng hòa Nhân dân Trung Hoa. Huyện này có diện tích 1193,2 ki-lô-mét vuông, dân số năm 2004 là 620.000 người. Về mặt hành chính, huyện này được chia thành 8 trấn, 4 hương.
- Trấn: Hoa Viên, Tiểu Hà, Phong Sơn, Chu Hạng, Trâu Cang, Bạch Sa, Vương Điếm, Vệ Điếm.
- Hương: Quý Điếm, Tẩu Sơn, Tiểu Ngộ, Hoa Tây.